# 4088 Baggesen
4088 Baggesen este un asteroid din centura principală, descoperit pe 3 aprilie 1986, de Poul Jensen.